# Рохкин, Григорий Евсеевич
Григорий Евсеевич Рохкин (1890 — 10 сентября 1937) — советский философ, марксист.

## Профессиональная деятельность
Родился на территории Польши, еврей. Профессиональный историк. Служил ректором Всеукраинского института марксизма. Одновременно читал лекции по всеобщей истории на рабочем факультете при Харьковском технологическом институте и Коммунистическом университете в 1923 году. Действительный член кафедры истории европейской культуры при Украинском институте марксизма (1927). Затем работал в Москве в Институте красной профессуры.

## Борьба, аресты и репрессии
В 1931 году исключён из ВКП(б), лишился работы в Институте красной профессуры, перешёл на службу в ОГИЗ. Был соратником Яна Стэна, вместе с ним вступил в «Союз марксистов-ленинцев» — оппозиционную группу членов руководства ВКП(б), неудовлетворённую политическим курсом Сталина. Группа была создана 21 августа 1932 года на встрече на частной квартире в Головно (Подмосковье). Ключевую роль в создании «Союза» сыграл Мартемьян Рютин, поэтому «Союз» также известен под не совсем точным названием «группа Рютина».
14 сентября в ОГПУ поступил донос. 23 сентября 1932 года Рохкин арестован. По постановлению Коллегии ОГПУ от 11 октября 1932 г. заключён в ИТЛ на 5 лет. Содержался в Ухтинско-Печорском исправительно-трудовом лагере. Заведовал учебной частью профтехкурсов при Управлении Воркутинского рудника. Повторно был арестован 28 марта, осуждён 10 сентября 1937 года по обвинению в участии антисоветской террористической организации и в тот же день расстрелян. Похоронен в Москве на Донском кладбище.
Реабилитирован судебной коллегией по уголовным делам Верховного Суда СССР по приговору 1932 г. за отсутствием состава преступления 8 июня 1988 года, и по приговору 1937 года Военной коллегией Верховного Суда СССР 13 июня 1988 года.

### О нём
Находились в лагере троцкисты и бухаринцы, до нашего этапа отбывавшие свои срока. Например, арестованный по делу Бухарина профессор философии московского университета Григорий Евсеевич Рохкин. Большевик, при царе он был в эмиграции Германии вместе с Радеком, другими журналистами, политиками. В лагере Рохкин заведывал учебной частью профтехкурсов при управлении рудника. В его компанию… меня поместили на горноспасательной станции, которой руководил кавказец Сабанов.

## Работы
- Фейербах и Маркс. О философских источниках марксизма. — Севастополь: Пролетарий, 1925. — 47 с.
- (автор предисловия и редактор) Класики історичної науки. — Харьков, 1929. — 281 с.